# Гамилькар (сын Ганнона Великого I)
Гамилькар (пун. ) — карфагенянский военачальник IV века до н. э.

## Биография
По свидетельству Полиена, Гамилькар был братом Гисгона, сына Ганнона Великого I. Как передал древнегреческий писатель, Гамилькар, являвшийся «лучшим из стратегов в Ливии», провёл много успешных войн. Однако эти блестящие победы вызвали зависть у других представителей знати. Оклеветанный в стремлении к тирании победоносный полководец был убит, а его брат — изгнан. Спустя же некоторое время, терпя поражения, карфагеняне «переменили решение относительно изгнания Гисгона и убийства Гамилькара». По мнению современных исследователей, на самом деле речь идёт о Ганноне Великом I, и Полиен перепутал в данном случае не только имена, но и родственные отношения.